# ボグダン・パルホメンコ
ボグダン・パルホメンコ（Bogdan Parkhomenko、1986年 - ）は、ウクライナの経営者、コメンテーター、YouTuber。

## 来歴
チェルノブイリ原子力発電所事故の直後、母がキエフからドニプロペトローウシクに避難してボグダンを出産。1990年、神戸に移住。ソ連崩壊後も母と日本に残り、阪神・淡路大震災の際東灘区で被災したのち、大阪に移り住む。大阪市立堀江小学校、大阪市立堀江中学校を卒業し、ウクライナに戻ってキエフにある高校、大学、大学院へ進学する。経済学部と情報アナリスト学科の修士課程を修める。大学では軍事学科を卒業していて、ウクライナ軍において少尉の階級を与えられている。学生時代は通訳・コーディネーターとして、NHKや毎日新聞などの仕事に携わった。また、オレンジ革命にも学生として参加した。卒業後は三菱商事へ就職。ユーロマイダンには社会人として参加。現在は自身で立ち上げたSEPA LLCという貿易会社を経営し、主に日本や海外の美容製品をウクライナで販売している。2023年3月3日にはIT会社「Cyber Cossacks」を立ち上げた。

## 2022年ロシアのウクライナ侵攻における活動
2022年ロシアのウクライナ侵攻において、ウクライナ人・キーウ在住でありながら日本との関わりが深いバックグラウンドを活かし、日々の戦況やウクライナおよびロシア国内の状況をyoutubeなどを通じて日本語で発信しているほか、日本の視聴者から寄付を募り、障害のある子どもたちの施設へ寄付をしたり、国外に避難することが困難な老人や前線の兵士に支援物資を届ける活動をしている。なお、これらはウクライナ軍の少尉として、軍と相談し、軍の意向を受けての活動でもある。

## 人物
- 祖父は元ウクライナ教育大臣、現ウクライナ科学技術センター顧問のウォロディミル・ドミトリエヴィチ・パルホメンコ（ウクライナ語版、ロシア語版）[1]。
- 祖父はウクライナが独立し、核兵器を放棄したときには大臣としてその渦中にいた。
- 孫であるボグダンは祖父に問うた。「核兵器をなくすのは正しかったのか」

```
祖父は答えた。「私個人は正しい決断だったと思っています。人間の進歩につながるプロセス、平和な空を守ることを優先すべきです。核があれば、こんなこと（ロシアのウクライナ侵攻）にはならなかった、戦争はなかったのに、という意見をよく聞きます。政府高官、市民の大部分もそう思っているでしょう。ただ、起こってしまったことは起こってしまったこと、私たちは全く別の現実に直面しています。核兵器なしで独立を守り抜かなくてはいけません」
```

- 祖父の映像を見た元アメリカ国防長官ウィリアム・ペリーは「お会いしたかったですね」「彼の言う通りです」と述べた。

（NHK ETV特集「市民と核兵器 ～ウクライナ 危機の中の対話～」〈2023年5月20日放送〉より）
- 愛犬家でヨルカという名前のメスのヨークシャテリアを飼っていたが、2022年6月に死別した。

## 出演番組
- 「報道ランナー」（関西テレビ、2022年2月22日 - 不定期出演）
- 「Mr.サンデー」（フジテレビ/関西テレビ、2022年3月6日 ）
- 「スーパーJチャンネル」（テレビ朝日、2022年3月6日、3月19日、3月20日、4月2日、4月3日、4月6日 ）
- 「日曜スクープ」（BS朝日、2022年3月6日、3月13日、3月20日、4月3日 ）
- 「スッキリ」（日本テレビ、2022年3月8日、3月17日、3月23日、3月25日、4月4日 ）
- 「ミヤネ屋」（読売テレビ、2022年3月9日、4月22日）
- 「報道1930」（BS-TBS、2022年3月9日）
- 「荻上チキ・Session」 （TBSラジオ、2022年3月10日、3月21日、4月12日、4月13日）
- 「ZIP!」（日本テレビ、2022年3月11日）
- 「週刊丸わかりニュース」（NHK、2022年3月12日、4月10日 ）
- 「ゴゴスマ」（CBC、2022年3月15日、4月8日 ）
- 「News23」（TBS、2022年3月15日、3月30日）
- 「News zero」（日本テレビ、3月17日、3月25日 ）
- 「タモリステーション」（テレビ朝日、2022年3月18日 ）
- 「グッド!モーニング」（テレビ朝日、2022年3月21日 ）
- 「バイキングMORE」（フジテレビ、2022年3月25日）
- 「キャスト」（ABCテレビ、2022年3月25日）
- 「ズームイン!!サタデー」（日本テレビ、2022年3月26日 ）
- 「報道ステーション」（テレビ朝日、2022年3月30日 ）
- 「ワイド!スクランブル」（テレビ朝日、2022年4月6日 ）
- 「めざましどようび」（フジテレビ、2022年4月10日 ）
- 「豊島晋作のテレ東ワールドポリティクス　戦時下の“強さ”と「ウクライナの論理」」（テレビ東京、2022年4月11日 YouTubeチャンネル「テレ東BIZ」にて配信 ）
- 「ビートたけしのテレビタックル」（テレビ朝日、2022年4月17日 ）
- 「サンデージャポン」（TBS、2022年4月23日、5月8日、2024年2月25日 ）
- 「ETV特集　ウクライナ危機 市民たちの30年」（NHK、2022年4月30日 ）
- 「週刊ニュースリーダー」（テレビ朝日、2022年4月30日 ）
- 「ひるおび」（TBS、2022年3月1日、3月24日、5月10日、6月6日 ）
- 「中居正広のキャスターな会」（テレビ朝日、2022年5月21日、6月4日 ）
- 「Newsおかえり」（ABCテレビ、6月6日 ）